# Ken Annakin
Ken Annakin (Beverley, East Riding of Yorkshire, 1914. augusztus 10. – Beverly Hills, Kalifornia, USA, 2009. április 22.) angol filmrendező.

## Fiatalkora és családja
Szülei Edward és Jane Annakin voltak. Szülővárosában végezte el a gimnáziumot. Adóhivatalnok volt, majd kivándorolt Új-Zélandba, Ausztráliába, végül az USA-ba, később hazatért és autóügynök lett. Színészként kezdte pályafutását. Dolgozott újságíróként, s foglalkozott hangjátékok írásával is. 1939–1945 között a Brit Királyi Légierő (RAF) repülőgép-szerelője volt.

## Munkássága
Az 1940-es években került a filmszakmába. 1947-ben áttért a játékfilmkészítésre. 1979-ben Los Angelesbe költözött.
Először a dokumentáris műfajban volt operatőr, majd rendező lett. Kedvelte a kalandos történeteket és a derűs, könnyed hangvételű témákat. Egyik legsikeresebb alkotása a William Somerset Maugham-novellák nyomán forgatott Trió (1950) volt. Szabadon feldolgozta Jerome K. Jerome Három ember egy csónakban (1956) című, Magyarországon is ismert regényét, a film azonban elmaradt az eredeti mű színvonalától. Annál jobban sikerült a burleszk elemeket alkalmazó, a repülés őskorába visszavezető Azok a csodálatos férfiak… (1965) című filmje. Képességeinek elismerését jelentette, hogy az egyik társrendező feladatát kapta a normandiai partraszállásról szóló A leghosszabb nap (1962) című amerikai szuperprodukció forgatásánál. A főszerepeket Henry Fonda, Sean Connery, Richard Burton és John Wayne játszotta. Utolsó befejezett filmje az 1988-as Harisnyás Pippi új kalandjai volt.

## Filmográfia

### Film
Rövidfilmek (filmrendező)
- London 1942 (1943)
- A Ride with Uncle Joe (1943)
- Fenlands (1946) – forgatókönyvíró
- It Began on the Clyde (1946)
- Fruitful the Land (1946)
- We of the West Riding (1946)
- English Criminal Justice (1946)– forgatókönyvíró (nincs feltüntetve)

Nagyjátékfilmek (filmrendező)
| Év   | Magyar cím                                     | Eredeti cím                                    | Megjegyzések                              |
| ---- | ---------------------------------------------- | ---------------------------------------------- | ----------------------------------------- |
| 1947 |                                                | Holliday Camp                                  |                                           |
| 1948 |                                                | Miranda                                        |                                           |
| 1948 | Broken Journey                                 |                                                |                                           |
| 1948 | Quartet                                        |                                                |                                           |
| 1948 | Here Come the Huggetts                         |                                                |                                           |
| 1949 |                                                | Vote for Huggett                               |                                           |
| 1949 | The Huggetts Abroad                            |                                                |                                           |
| 1949 | Landfall                                       |                                                |                                           |
| 1950 |                                                | Double Confession                              |                                           |
| 1950 | Trió                                           | Trio                                           | társrendező: Harold French                |
| 1951 |                                                | Hotel Sahara                                   |                                           |
| 1952 |                                                | The Story of Robin Hood and His Merrie Men     |                                           |
| 1952 | The Planter's Wife                             |                                                |                                           |
| 1953 | Kard és rózsa                                  | The Sword and the Rose                         |                                           |
| 1954 |                                                | You Know What Sailors Are                      |                                           |
| 1954 | The Seekers                                    |                                                |                                           |
| 1955 |                                                | Value for Money                                |                                           |
| 1956 |                                                | Loser Takes All                                |                                           |
| 1956 | Három ember egy csónakban                      | Three Men in a Boat                            |                                           |
| 1957 | Át a hídon                                     | Across the Bridge                              |                                           |
| 1958 |                                                | Nor the Moon by Night                          |                                           |
| 1959 |                                                | Third Man on the Mountain                      |                                           |
| 1960 | A Robinson család                              | Swiss Family Robinson                          |                                           |
| 1961 |                                                | V.I.P.                                         |                                           |
| 1961 | The Hellions                                   |                                                |                                           |
| 1962 | Lélekmentők társasága                          | Crooks Anonymous                               |                                           |
| 1962 | Gyors Lady                                     | The Fast Lady                                  |                                           |
| 1962 | A leghosszabb nap                              | The Longest Day                                | társrendező: Marton Endre, Bernhard Wicki |
| 1965 | Azok a csodálatos férfiak a repülő masináikban | Those Magnificent Men in Their Flying Machines | forgatókönyvíró és producer               |
| 1965 | A halál ötven órája                            | Battle of the Bulge                            |                                           |
| 1967 | Hosszú párbaj                                  | The Long Duel                                  | producer                                  |
| 1968 | A legnagyobb köteg                             | The Biggest Bundle of Them All                 |                                           |
| 1969 | Azok a csodálatos férfiak                      | Monte Carlo or Bust!                           | forgatókönyvíró és producer               |
| 1972 | A vadon szava                                  | The Call of the Wild                           |                                           |
| 1976 |                                                | Paper Tiger                                    |                                           |
| 1979 | Az ötödik muskétás                             | The Fifth Musketeer                            |                                           |
| 1980 |                                                | Cheaper to Keep Her                            |                                           |
| 1982 |                                                | The Pirate Movie                               |                                           |
| 1988 | Harisnyás Pippi legújabb kalandjai             | The New Adventures of Pippi Longstocking       | forgatókönyvíró és producer               |

### Televízió
| Év        | Magyar cím | Eredeti cím              | Megjegyzések                    |
| --------- | ---------- | ------------------------ | ------------------------------- |
| 1955–1963 | Disneyland | Disneyland               | rendező (6 epizód)              |
| 1978      |            | Murder at the Mardi Gras | rendező (tévéfilm)              |
| 1978      | A kalóz    | The Pirate               | rendező (kétrészes minisorozat) |
| 1979      |            | Institute for Revenge    | rendező (tévéfilm)              |

## Díjai
- Arany Málna díj a legrosszabb rendezőnek (1983) The Pirate Movie
- A Brit Birodalom Rendje (2002)